# Danny Dyer
Danny Dyer, vero nome Danial John Dyer (Canning Town, 24 luglio 1977), è un attore e doppiatore britannico.

## Biografia
Nato il 24 luglio 1977 a Canning Town e vive ancora oggi a East London insieme alla sua famiglia. Per parte di suo padre è discendente di re Edoardo III d'Inghilterra. Egli è conosciuto come tifoso della squadra di calcio locale, il West Ham United frequentando spesso Upton Park per le partite casalinghe. Dyer ha due figlie: Dani e Sunnie con la sua fidanzata storica, Joanne. Dyer ha il nome della figlia maggiore Dani tatuato nel braccio con caratteri cinesi.

## Carriera

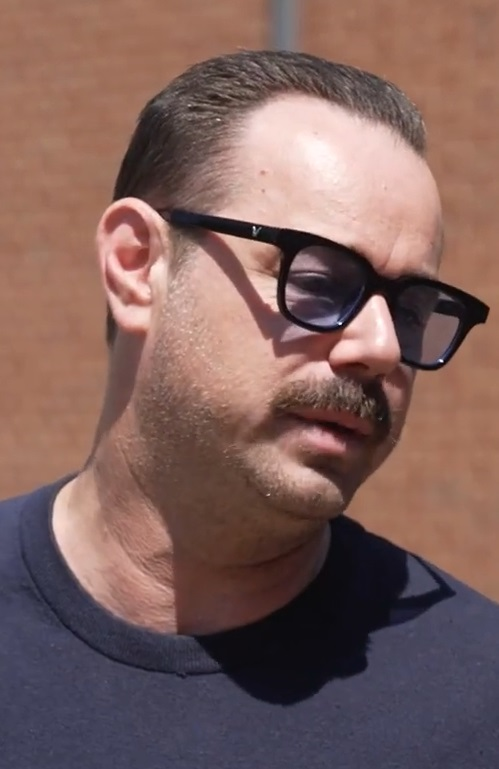
Dyer nel 2023

Dyer è stato individuato presso la locale "Sunday school" da un agente che gli ha fatto un'audizione per il ruolo di Martin Fletcher nell'acclamata serie della Granada Television Prime Suspect 3 (1993). All'età di 14 anni, gli fu data la parte di un "ragazzo in affitto" e si è ritrovato a lavorare al fianco di Helen Mirren. Ha fatto la comparsa in Cadfael, in A Touch of Frost con gli attori David Jason e Loved Up, e fatto un'apparizione nella serie televisiva Thief Takers (1996) e Soldier Soldier (1991).

### Apparizioni in film famosi
La prima partecipazione di Dyer in un film famoso avviene quando finisce nel ruolo di Moff nel film Human Traffic (1999). Altra televisione, film e ancora teatro, poi altri lavori dell'attore: si vede nello sceneggiato di Channel 4: Second Generation, diretto da John Sen; un altro film di Mel Smith: High Heels and Low Lifes. Danny inoltre partecipa al film sul calcio Mean Machine con Vinnie Jones. Dyer appare anche in tutti e quattro i film del regista inglese Nick Love: Goodbye Charlie Bright (2001), The Football Factory (2004), The Business (2005) e Outlaw (2007). Ha recitato anche in un film di Christopher Smith nel ruolo di Steve in Severance - Tagli al personale (2006) 
Dyer ha recitato inoltre in altri due film inglesi, 7 Lives, che è stato distribuito nel 2011 e City Rats, distribuito nel 2009..

### Teatro
Dyer è apparso sui palcoscenici di Londra e di New York, notevole la sua interpretazione del drammaturgo inglese Harold Pinter: Celebration nell'Almeida Theatre ed il rifacimento di No Man's Land al National Theatre.
A marzo del 2008, Danny compare nel rifacimento di Pinter Il ritorno a casa (The Homecoming) al Teatro Almeida.

### Televisione
Dyer è il presentatore di una popolare trasmissione britannica in onda su Bravo The Real Football Factories e The Real Football Factories International in cui Dyer viaggia per tutta la Gran Bretagna ed il mondo incontrando ed intervistando i tifosi e gli ultras di vari club calcistici conosciuti a livello internazionale, (in Italia è stato trasmesso nei mesi di febbraio e marzo 2008 da Discovery Channel con il titolo di 'Football Hooligans International').
È comparso anche in Skins nel ruolo di Malcolm, il patrigno di Michelle.

### Videogiochi
Uno dei personaggi interpretati da Dyer, Kent Paul, è presente nel videogioco più venduto del 2002 Grand Theft Auto: Vice City, poi ripreso due anni dopo nel gioco Grand Theft Auto: San Andreas .  

### Calcio
Il 23 dicembre del 2007 fu annunciato che Danny Dyer sarebbe diventato il presidente del Greenwich Borough F.C. - lega calcistica del Kent - nella parte sud orientale di Londra. Egli è stato sottoscritto dal collega attore Tamer Hassan che è il presidente del club del campionato del Kent.
Dyer inoltre gioca a calcio per il West Ham United nelle partite di Premier League Allstars su Sky One, che equivalgono agli italiani "Derby del Cuore" trasmessi dalle televisioni nazionali.

## Filmografia

### Cinema
- Human Traffic, regia di Justin Kerrigan (1999)
- The Trench, regia di William Boyd (1999)
- Borstal Boy, regia di Peter Sheridan (2000)
- Goodbye Charlie Bright (2001)
- Greenfingers (2001)
- High Heels and Low Lifes, regia di Mel Smith (2001)
- Mean Machine, regia di Barry Skolnick (2002)
- The Football Factory, regia di Nick Love (2004)
- The Business, regia di Nick Love (2005)
- The Other Half (2006)
- Severance - Tagli al personale (Severance), regia di Christopher Smith (2006)
- The Great Ecstasy of Robert Carmichael (2006)
- Outlaw (2007)
- Straightheads (2007)
- The All Together (2007)
- Adulthood (2008)
- The Twonk (2008)
- Malice in Wonderland, regia di Simon Fellows (2009)
- Pimp, regia di Robert Cavanah (2010)
- Age of Heroes  regia di Adrian Vitoria (2011)
- Freerunner - Corri o muori (Freerunner), regia di Lawrence Silverstein (2012)

### Televisione
- Prime Suspect 3 (1993) - serie TV
- Thief Takers (1996)
- Highlander (serie televisiva) (1997)
- Is Harry on the Boat? (2001)
- Foyle's War: "A Lesson in Murder" (2002)
- All in the Game (2006)
- The Real Football Factories (2006)
- Skins (2007)
- Hotel Babylon (2007)
- The Real Football Factories International (2007)
- Eastenders (2013-2022)
- Rivals (2024)

### Videogiochi
- Grand Theft Auto: Vice City (2002)
- Grand Theft Auto: San Andreas (2004)

## Doppiatori italiani
Nelle versioni in italiano dei suoi lavori, Danny Dyer è stato doppiato da:
- Emiliano Coltorti in Human Traffic, Mean Machine
- Corrado Conforti in High Heels and Low Lifes
- Patrizio Prata in The Trench
- Francesco Pezzulli in The Business
- Riccardo Niseem Onorato in Severance - Tagli al personale
- Simone Mori in Closure - Vendetta a due
- Gabriele Trentalance in Skins
- Tony Sansone in Age of Heroes
- Sandro Acerbo in Freerunner - Corri o muori
- Francesco Venditti in Rivals